# Netomocera masneri
Netomocera masneri (лат.) — вид паразитических наездников из семейства Pteromalidae (Chalcidoidea) отряда перепончатокрылые насекомые, в составе подсемейства Diparinae. Неотропика (Эквадор).

## Описание
Мелкие хальцидоидные наездники с коренастым телом. Длина самок 1,9  мм (самцы от 1,1 до 1,3 мм). Основная окраска черновато-бурая (голова и грудь чёрные, брюшко и конечности буроватые). Формула члеников усиков: 1-1-1-7-3. Жгутик усика самок булавовидный с асимметричной булавой, самцы имеют длинные нитевидные антенны, без дифференцированной булавы, и оба пола обладают широким субквадратным петиолем. Самки макроптерные , самцы макроптерные. Оба пола имеют крупный первый тергит, занимающий как минимум половину длины брюшка. Хозяева неизвестны, предположительно ими являются личинки насекомых.

## Систематика
Вид Netomocera был впервые описан в 2019 году румынским энтомологом Mircea-Dan Mitroiu («Alexandru Ioan Cuza» University of Iași, Faculty of Biology, Яссы, Румыния). Вид Netomocera masneri сходен с таксоном Netomocera merida. Видовое название N. masneri дано в честь канадского гименоптеролога Любомира Маснера.